# Équipe du Maroc féminine de football des moins de 20 ans
Cet article traite de l'équipe féminine. Pour l'équipe masculine, voir Équipe du Maroc des moins de 20 ans de football.
Maillots
L’équipe du Maroc féminine de football des moins de 20 ans est constituée par une sélection des meilleurs joueuses marocaines de moins de 20 ans sous l'égide de la Fédération royale marocaine de football (FRMF). C'est la seule catégorie de l'équipe féminine du Maroc qui n'est toujours pas parvenue à se qualifier à une Coupe du monde.

## Histoire

### Les débuts
La catégorie des moins de 20 ans de l'équipe nationale féminine voit le jour au début des années 2000 lorsque le Maroc devait prendre part au tournoi africain qualificatif pour la Coupe du monde 2002 au Canada. Les Marocaines atteignent les demi-finales des qualifications après les forfaits de la Gambie et du Niger. Dans l'incapacité d'affronter le Nigéria, le Maroc déclare forfait à son tour.
En 2001, la sélection part au Caire disputer le Championnat arabe junior à l'issue duquel le Maroc remporte la compétition après s'être imposé face à l'Algérie en demi-finale (1-0) et contre le pays organisateur, l'Égypte en finale (2-0).
Ce n'est qu'en 2004, que l'équipe nationale joue ses premiers matchs officiels lorsque le Maroc affronte la Guinée équatoriale à l'occasion du premier tour des qualifications à la Coupe du monde 2004. Le match aller se termine sur le score de un partout, et le retour voit les Equato-guinéennes s'imposer sur le score de 1-0.
Le Maroc est ensuite absent des compétitions pendant près de huit ans.

### La Tunisie bête noire du Maroc (2012-2014)
L'équipe nationale sous la houlette de Abid Oubenaissa prend part aux qualifications à la Coupe du monde 2012 au Japon. Mais les Marocaines se font sortir dès le premier tour par leurs homologues tunisiennes.
Bien que le Maroc s'impose 1 à 0 lors de la manche retour en Tunisie, le 2 mars 2012, ce score est insuffisant pour passer au tour suivant, puisque le match aller se termine sur une victoire 5 buts à 0 des Tunisiennes grâce notamment à un doublé d'Amel Majri (future internationale française) au Stade municipal de Kénitra le 18 février 2012.
Le Maroc et la Tunisie se retrouvent en 2013 lors du premier tour des qualifications à la Coupe du monde 2014 au Canada.
Cette fois-ci, les Tunisiennes s'imposent lors des deux manches (4-0 à l'aller au Maroc le 26 octobre 2013, et 4-1 au retour en Tunisie le 8 novembre 2013).

### Le Maroc subit la loi du Nigéria (2017)
L'équipe nationale prend part aux qualifications à la Coupe du monde 2018 en France.
Exempt du tour préliminaire, le Maroc, avec à ses rangs Fatima Tagnaout ou encore Sanaâ Mssoudy, se confrontent au Sénégal.
Bien qu'elles s'inclinent au retour 2 buts à 1 à Dakar le 30 septembre 2017, les Marocaines profitent de leur succès à l'aller 2 buts à 0 à Salé le 16 septembre 2017 grâce à des buts de Rania Salmi et Sanaâ Mssoudy.
Le Maroc se frotte alors au Nigéria au second tour. Le match aller qui se joue d'abord à Salé le 5 novembre 2017, se termine par un partout. Le but marocain a été inscrit par Nouhaila Sedki (future internationale marocaine futsal).
Le match retour voit les Nigérianes triompher sur le score de 5 buts à 1 le 18 novembre 2017 à Benin City. L'unique réalisation marocaine étant de Fatima Tagnaout.

### Premiers résultats encourageants (2019-2020)
Lors de l'été 2019, le Maroc est désigné pour abriter les Jeux africains.
L'équipe nationale sous la houlette de Lamia Boumehdi remporte les trois matches de poule.
Après une victoire de 3 buts à 2 face à l'Algérie le 17 août 2019, le Maroc s'impose 2 buts à 0 face à la Guinée équatoriale puis 4 buts à 1 face au Mali.
Les coéquipières de Fatima Ezzahra Akif se font sortir en demi-finale face au Cameroun sur le score de 3 buts à 1.
Les Lioncelles décrochent la médaille de bronze après s'être imposées de nouveau face à l'Algérie à Sala Al-Jadida lors du match de la 3e place le 28 août 2019.
Le Maroc prend part au Tournoi de l'UNAF organisé à Tanger en octobre de la même année. Les coéquipières de Zineb Redouani remportent le trophée après s'être imposées lors des trois matchs (2-1 face au Burkina Faso, 3-1 face à l'Algérie, 2-0 face à la Tunisie)
L'équipe du Maroc emmenée par Lamia Boumehdi prend part aux qualifications à la Coupe du monde 2020 au Costa Rica en débutant par une double confrontation contre l'Égypte.
Le Maroc s'impose lors des deux manches (5-3 au Caire, le 17 janvier 2020 et 3-1 à Salé le 2 février 2020).
Alors que le Maroc s'apprête à affronter son homologue algérien, la FIFA annonce l'annulation de la compétition en raison de la pandémie lié au covid-19. La compétition est alors reportée d'un an.

### Campagne desLioncelles2021-2022
Exempt du premier tour, le Maroc débute les qualifications à la Coupe du monde 2022 en s'imposant face au Bénin.
Bien que les nations se neutralisent lors du match retour à Rabat le 9 octobre 2021, le Maroc se qualifie grâce à sa victoire 2 buts à 1 à Porto-Novo le 25 septembre 2021 grâce à des buts Sofia Bouftini et Nassima Jawad.
Le match aller s'était joué sur deux jours. La rencontre s'interrompt à la 42e minute en raison de fortes pluies. Le match reprend alors le lendemain.
Les Marocaines affrontent au troisième tour les Gambiennes. La Gambie étant dans l'incapacité d'accueillir, les deux manches se jouent au Stade Moulay Hassan à Rabat.
Le Maroc remporte les deux manches, 3-1 le 6 décembre 2021 puis 6-0 le 12 décembre 2021 grâce à un triplé de Sofia Bouftini.
Marwa Hassani et les siennes affrontent alors le Sénégal pour l'avant-dernier tour.
Les deux équipes se neutralisent lors des deux manches. Un partout au match aller à Rabat le 22 janvier 2022 sur un but de Sofia Bouftini, et le même score au match retour le 5 février 2022 à Thiès, la réalisation marocaine étant inscrite par la capitaine Nesryne El Chad.
La séance de tirs au but tourne en faveur des Sénégalaises (5 buts à 4).

### La toute première qualification à une Coupe du monde
Après un nouvel échec aux qualifications à la Coupe du monde 2022, l'équipe nationale se rassemble durant le mois de novembre 2022 avec l'intégration de plusieurs joueuses issues de la diaspora. Le stage se déroule au Complexe Mohammed VI de football du 9 au 15 novembre.
La sélection se déplace à Conakry pour affronter la Guinée dans une double confrontation amicale les 16 et 19 février 2023 au Stade du 28-Septembre. Le Maroc remporte la première manche sur le score de 3-0 grâce à des réalisations de Doha El Madani (doublé) et Yasmine Zouhir. En revanche, le deuxième match disputé le 19 février 2023 se termine sur une victoire des Guinéennes (3-2) avec des buts marocains inscrits par Dania Boussatta et Yasmine Zouhir à nouveau.
Le Maroc participe du 13 au 18 mars 2023 en Tunisie à la deuxième édition du Tournoi de l'UNAF des -20 ans durant lequel la sélection affronte l'Algérie, la Tunisie et l'Égypte. Les Marocaines font match nul contre les Algériennes (1-1) et s'imposent face aux Tunisiennes (3-0) et signe un succès à la dernière minute contre les Égyptiennes (1-0) grâce à un but de Nora Nouhaili. Le Maroc finit par remporter le tournoi en terminant premier avec 7 points devançant l'Algérie à la différence de but générale
La sélection dispute deux matchs amicaux à Thiès respectivement les 17 et 20 mai 2023 dans le but de préparer l'équipe pour les qualifications à la Coupe du monde 2024. Les deux matchs se terminent sur deux défaites marocaines (2-0 puis 2-1),. L'unique but marocain lors du deuxième match, est de Fatima El Ghazouani.
En août 2023, la sélection affronte le Mali au Complexe Mohammed VI dans une double confrontation amicale. C'est aussi le premier stage sous la houlette de Stéphane Nado. Anthony Rimasson passe donc d'entraîneur principal à adjoint. Les Marocaines remportent la première manche sur le score de 1-0 grâce à une réalisation de Sofia Boussate. La deuxième manche voit les deux formations se quitter sur un match nul (3-3) avec des réalisations marocaines de Dounia F'Touh (doublé) et Marjane Benmansour. Quelques jours plus tard, une sélection uniquement composée de joueuse locales se déplace à Alexandrie pour affronter l'Egypte dans une double confrontation amicale les 6 et 9 septembre. Le Maroc essuie deux défaites : 3-1 avec un but de Douae Azizi puis 1-0.
Toujours en septembre, la sélection affronte le Botswana en deux matchs amicaux dans le but de préparer les qualifications à la Coupe du monde 2024. La première rencontre se solde par une large victoire des Marocaines (6-0). Les Marocaines s'imposent également lors du deuxième match, cette fois-ci avec un score de 8-0 (plus large victoire de l'histoire de la sélection).

#### Coupe du monde 2024 en Colombie
Le Maroc entame les qualifications pour la Coupe du monde 2024 le 8 octobre 2023 en s'imposant face au Burkina Faso sur le score de 4-0 grâce à des réalisations de Yasmine Zouhir, Sofia Boussate, Mina El Hamzaoui et Dania Boussatta. Le match retour se termine sur un score nul 1-1 (le but marocain est de Zina Catherine-Elasri).
Fin octobre, la sélection affronte le Bénin pour une double confrontation amicale au Complexe Mohammed VI. Le Maroc remporte la manche aller le 26 octobre 2023 sur le score de 2-1 grâce à des réalisations d'Ambre Basser-Drunet et Doha El Madani,. Les Marocaines s'imposent également lors de la deuxième manche, cette fois-ci avec un score de 4 buts à 2. Les réalisations marocaines sont Nehla Sadiki, Wissal El Assaoui, Nouhaïla El Montaser (Le 4ème but est un CSC).
Le mois suivant à El Jadida, la sélection dispute l'avant-dernier tour des qualifications à la Coupe du monde 2024 face à son homologue de la Guinée. Les Marocaines remportent les deux manches. L'aller le 12 novembre 2023 sur le score de 3-0 grâce à un triplé de Doha El Madani, et le match retour le 18 novembre 2023 sur le score de 2-0 avec des réalisations de Nehla Sadiki et Samya Masnaoui,. Ainsi, les joueuses de Stéphane Nado sont confrontées à l'Éthiopie pour le dernier tour.
Vient alors le 4e et dernier tour qui voit la sélection être opposée à l'Éthiopie. Apèrs une victoire 2-0 au match aller le 13 janvier 2024 à El Jadida (buts de Yasmine Zouhir et Ambre Basser), le Maroc parvient à se qualifier à la phase finale pour la première fois de l'histoire de la sélection, malgré la défaite (1-0) au match retour à Addis-Abeba,.
Dans le cadre des préparations à la Coupe du monde, la sélection dispute la « Pinatar Cup »; un petit tournoi dans la région de Murcie qui voit la participation de la Suède, de la République tchèque et du Portugal. Le Maroc désormais entraîné par Dimitri Lipoff termine à la 3e place. En demi-finale, les Marocaines perdent aux tirs au but face aux Tchèques, après un score de 2-2 à la fin du temps réglementaire (buts de Dania Boussatta et Sofia Boussate). La sélection dispute alors le match de la 3e place qu'elle remporte face à la Suède sur le score de 2 buts à 1 avec des buts de Doha El Madani et Imane Touriss,.
Toujours dans le cadre des préparations au Mondial 2024, le Maroc se déplace fin mai en France à Avignon pour disputer le tournoi Sud Ladies Cup dans un groupe composé de la France et de Panama. La première rencontre le 28 mai 2024 se solde par une victoire des Françaises 3 buts à 0 dans un match qui voit les Marocaines être réduites à dix après une expulsion de Dania Boussatta à la suite de deux cartons jaunes. Lors du deuxième match face aux Panaméennes, les Marocaines signent une victoire dans les arrêts de jeu avec des réalisations des deux joueuses de l'AS FAR, Doha El Madani et Hajar Jbilou. Le Maroc termine à la 4e place après une défaite sur le score de 4 buts à 2 contre le Japon le 4 juin 2024. Sofia Boussate et Fatima El Ghazouani sont les buteuses marocaines.
Les « Lioncelles » poursuivent leur préparation pour le Mondial en Autriche avec un match amical le 13 juillet 2024 face au Venezuela et le 16 juillet 2024 face à l'Autriche. Alors qu'elles menaient au score 1-0, les Marocaines s'inclinent face au Vénézuéliennes en toute fin de rencontre. Interrompu le 12 juillet 2024 à la 47e minute, en raison des conditions météorologiques défavorable, le match a repris le lendemain matin. L'unique but marocain est l'œuvre de Romaissa Boukakar. La deuxième rencontre, face aux Autrichiennes, se termine sur un score vierge.
Le 21 août 2024, Jorge Vilda annonce la liste des 21 joueuses retenues pour la Coupe du monde 2024. Trois joueuses réservistes (Ameerah Maamry, Wissal El Assaoui et Houda Elmestour) complètent cette liste. La sélection marocaine dispute alors son premier Mondial dans cette catégorie. Une première participation difficile puisque les Marocaines quittent la compétition dès le premier tour avec trois défaites en trois matchs respectivement face au Paraguay (2-0), aux États-Unis (2-0) et à l'Espagne championne en titre (2-0). Durant ce Mondial, la gardienne Fatima Zahra El Jebraoui remporte le prix de joueuse du match face aux  États-Unis.

## Palmarès
| Compétitions internationales | Compétitions continentales          | Trophées divers |
| - Coupe du monde - Néant     | - Jeux africains - 3e place : 2019. | - Tournoi UNAF - Vainqueur : 2019, 2023 - Championnat arabe junior - Vainqueur : 2001 - Pinatar Cup - 3e place : 2024 |